# Thamnea thesioides
Thamnea thesioides är en tvåhjärtbladig växtart som beskrevs av Dummer. Thamnea thesioides ingår i släktet Thamnea och familjen Bruniaceae. Inga underarter finns listade.